# Magdalena Szajtauer
Magdalena Szajtauer (ur. 28 marca 1995) – polska koszykarka grająca na pozycji środkowej, reprezentantka kraju, obecnie zawodniczka 1KS Ślęzy Wrocław.
W latach 2011–2018 zawodniczka polskiego klubu Tauron Basket Ligi Kobiet – KSSSE AZS PWSZ Gorzów Wielkopolski. 28 maja 2018 została zawodniczką Pszczółki Polski-Cukier AZS-UMCS Lublin.
14 czerwca 2019 dołączyła do Ślęzy Wrocław. 10 sierpnia 2020 zawarła umowę z KS Basket 25 Bydgoszcz. W grudniu 2021 podpisała kolejną w karierze umowę z 1KS Ślęzą Wrocław.

## Osiągnięcia
Stan na 5 stycznia 2022, na podstawie, o ile nie zaznaczono inaczej.

### Drużynowe
- Finalistka Superpucharu Polski (2020)[7]

### Indywidualne
- Liderka PLKK sezonu zasadniczego w średniej bloków (2017)[8]
- Zaliczona do I składu mistrzostw Polski:
  - juniorek (2013)[9]
  - juniorek starszych (2017)

### Reprezentacja
Seniorek
- Uczestniczka kwalifikacji do mistrzostw Europy (2017)

Młodzieżowe
- Mistrzyni Europy U–18 dywizji B (2013)
- Uczestniczka:
  - uniwersjady (2017 – 13. miejsce)[10]
  - mistrzostw Europy: 
    - U–20 (2014 – 6. miejsce, 2015 – 7. miejsce)
    - U–16 (2011 – 15. miejsce)